# 赛买提·买买提
赛买提·买买提（1956年11月—）维吾尔族，新疆吐鲁番人，中国人民解放军少将。

## 生平
1973年12月参军，任空降兵第十五军一二七团三营七连战士。其间，1976年5月加入中国共产党。1978年10月，任空降兵第十五军一二七团三营七连跳伞教员。1981年12月，任空降兵第十五军一二七团三营七连副连长兼跳伞教员。1983年6月，任陆军第十一师司令部作训科副连职参谋。1983年10月，任陆军第十一师政治部群联科正连职干事。1987年4月，任步兵第十一师三十二团政治处副主任。1985年12月到1987年12月，在北京人文大学法律专业学习。1989年9月到1991年7月，在乌鲁木齐陆军学院翻译专业学习。
1992年5月，任步兵第十一师三十二团副政治委员、党委常委。1994年8月，任步兵第十一师政治部副主任、纪委副书记。其间，1995年3月到1995年8月在中共中央党校民族干部培训班学习；1996年9月到1998年12月在中共中央党校函授学院政法专业学习，获得中共中央党校大学学历。
1999年5月，任步兵第四师副政治委员、党委常委。其间，2001年9月到2001年11月在中国人民解放军国防科学技术大学全军高级干部军队信息化建设培训班学习。
2003年6月，任吐鲁番军分区司令员、党委副书记。2007年7月，任新疆军区副参谋长,军区司令部党委副书记。2009年10月，任中国人民解放军总政治部保卫部副部长、党委副书记。2009年12月，任新疆军区副政治委员、党委常委。2010年5月，任新疆军区副司令员、党委常委。其间，2012年4月到6月在中国人民解放军国防大学国防研究班学习。2014年12月，任新疆生产建设兵团副司令员，新疆军区副司令员、党委常委。
他是第十届全国人大代表，中共十七大代表，第十二届全国政协委员。2008年7月晋升为少将军衔。